# Авиационная (станция)
Авиацио́нная — железнодорожная станция и пассажирская платформа Павелецкого направления Московско-Курского отделения Московской железной дороги. Расположена на ответвлении от главного хода к аэропорту Домодедово.
Станция Авиационная используется для постановки составов с авиационным топливом, которые впоследствии частями отвозятся на станцию Космос для последующего переливания в хранилища аэропорта Домодедово.
На Авиационной останавливаются пригородные поезда Павелецкий вокзал — Аэропорт-Домодедово и Аэропорт-Домодедово — Павелецкий вокзал.
На станции 2 пассажирских и 4 грузовых пути. Пассажирская платформа островная, с навесом в средней части.
Рядом со станцией расположен микрорайон Авиационный (Авиагородок) города Домодедово.

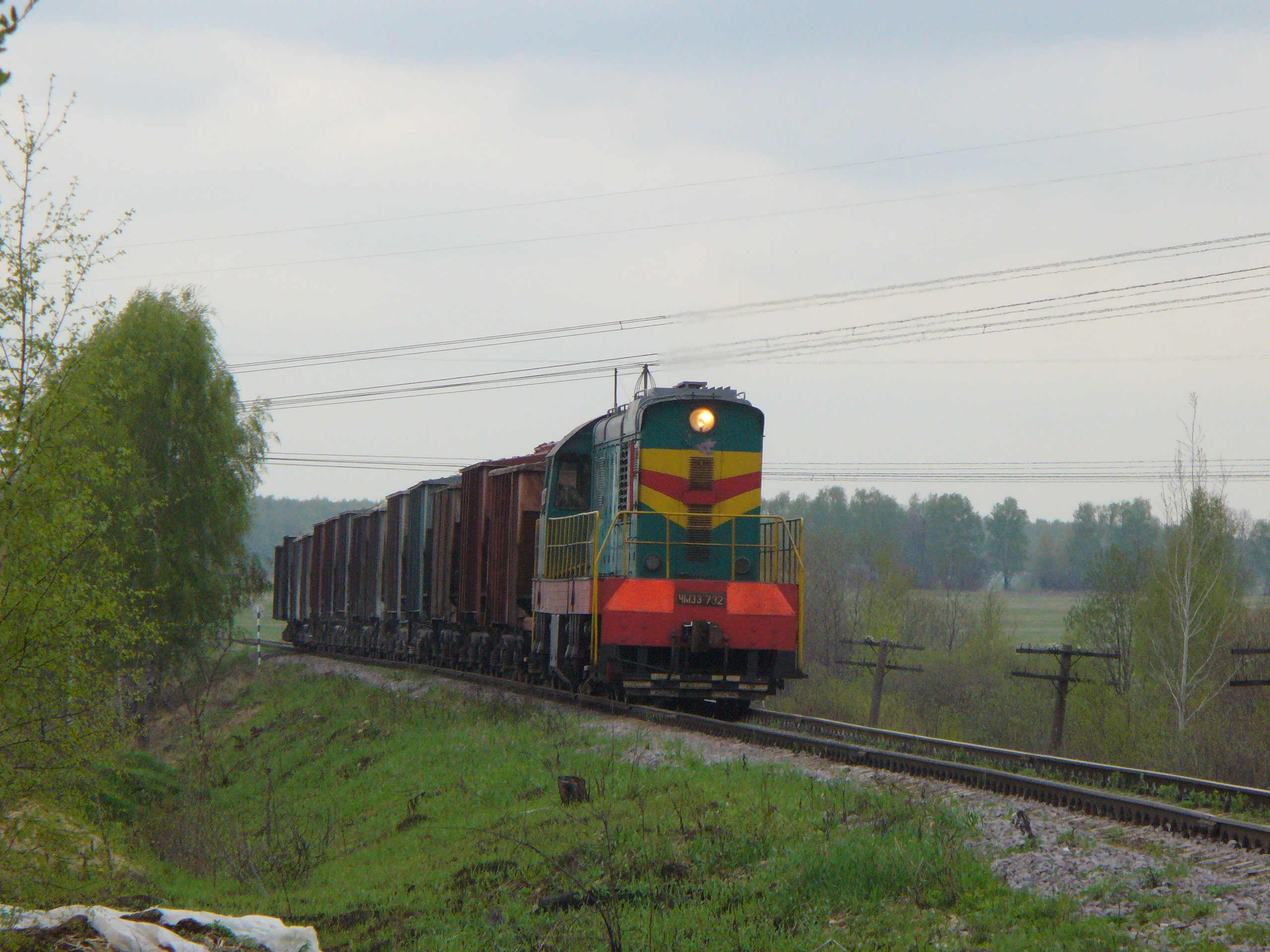
Поезд на ветке с тепловозом РЖД (2006)

К восточной горловине станции примыкает непассажирская ветка длиной 17 км до станции Карьерная (пос. Еганово Раменского района), обслуживающая карьер кварцевых песков.
Открыта в 1963 году.